# Тулска губерния
Тулска губерния (на руски: Тульская губерния) е губерния на Руската империя и Съветска Русия, съществувала от 1796 до 1929 година. Разположена е в централната част на Европейска Русия, южно от Москва, а столица е град Тула. Към 1897 година населението ѝ е около 1,4 милиона души, почти изцяло руснаци (99,5%).
Създадена е през 1796 година на основата на дотогавашното Тулско наместничество, включващо завладяното още през XV век Новосилско княжество. През 1929 година е обединена с Московска, Тверска и Рязанска губерния в Централно-промишлена област.